# 南坪街道
南坪街道，是中华人民共和国重庆市南岸区下辖的一个乡镇级行政单位。

## 行政区划
南坪街道下辖以下地区：
黄桷渡社区、阳光社区、南坪东路社区、响水路社区、正街社区、后堡社区、玛瑙社区、珊瑚社区、南坪西路社区、南坪南路社区、金紫街社区和东兴路社区。

## 交通
- 南坪站